# 熵：一种新的世界观
《熵：一种新的世界观》是美国作家杰里米·里夫金与特德·霍华德合著的一本书，1980年由維京出版社出版，讨论了热力学第二定律（熵增定律）与世界经济和社会结构的关系。